# ماری ویلوبی (کشتی)
ماری ویلوبی (کشتی) (به انگلیسی: English ship Mary Willoughby) یک کشتی بود.